# 四斑球蛛
四斑球蛛（学名：Theridion quadrimaculatum）为球蛛科球蛛属的动物。在中国大陆，分布于辽宁、陕西、浙江、湖南、湖北等地。该物种的模式产地在浙江。